# Seleção Ucraniana de Futebol
A Seleção Ucraniana de Futebol representa a Ucrânia nas competições da FIFA e UEFA, e é controlada pela Associação Ucraniana de Futebol.

## História
Apesar dos jogadores da região da Ucrânia terem sido a base da Seleção Soviética de Futebol durante décadas, a Seleção Ucraniana de Futebol só fez sua primeira partida após o fim da União Soviética. Ainda assim, a equipa estava proibida de disputar competições oficiais até 1994.
Os ucranianos só conseguiram se classificar para uma grande competição internacional em 2005, após falharem na tentativa de se classificar para as Copas do Mundo FIFA de 1998 e 2002 e para os Campeonatos Europeus de Futebol de 1996, 2000 e 2004.

Emblema utilizado de 1996 a 2016.

Os seus primeiros títulos foram o bicampeonato da Universíada de Verão, quando conquistaram a medalha de ouro em 2007 e 2009. Também obtiveram uma medalha de prata em 2001.

## Títulos

### Títulos de base

#### Seleção Sub-23
- Torneio de Toulon: 1 (2024)

#### Seleção Sub-20
- Copa do Mundo Sub-20: 1 (2019)

#### Seleção Sub-19
- Eurocopa Sub-19: 1 (2009)

#### Estudantis
- Universíada: 2 medalhas de ouro em Universíada de Verão (2007 e 2009)

## Campanhas de destaque
- Copa do Mundo: 8º lugar - 2006
- Eurocopa: Quartas de Final - 2020
- Universíada: medalha de prata - 2001
- Liga das Nações da UEFA: 1º lugar de seu grupo - 2018-19

## Desempenho em Copas do Mundo
- 1930 a 1990 - Não disputou as Eliminatórias. Era parte da União Soviética
- 1994 - Não disputou as Eliminatórias por proibição da FIFA. Só esteve autorizada a participar de jogos oficiais após o mundial
- 1998 - Não se classificou
- 2002 - Não se classificou
- 2006 - Quartas de final (8º lugar)
- 2010 a 2022 - Não se classificou

### Copa do Mundo 2006
Depois de uma mal sucedida campanha de qualificação do Euro 2004, a Ucrânia nomeou como técnico Oleg Blokhin. Apesar da cética visão inicial de sua nomeação devido ao seu histórico como selecionador e a preferência para um selecionador estrangeiro, a Ucrânia classificou-se para sua primeira Copa do Mundo em 3 de setembro de 2005, empatando com a Geórgia em 1 a 1, em Tbilisi. Em sua primeira Copa do Mundo, caiu no grupo H juntamente com Espanha, Tunísia e Arábia Saudita. Após ser esmagada na primeira partida pela Espanha por 4 a 0, a Ucrânia venceu seus outros dois adversários para chegar à fase mata-mata (4 a 0 na Arábia Saudita e 1 a 0 na Tunísia). Nas oitavas, após um empate sem gols no tempo normal e prorrogação, a Ucrânia venceu a Suíça nos pênaltis por 3 a 0  para alcançar as quartas de final do torneio, onde perdeu por 3 a 0 para a futura campeã Itália.

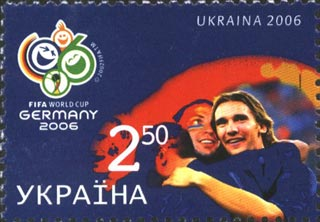
Selo mostrando a seleção Ucraniana no Mundial.

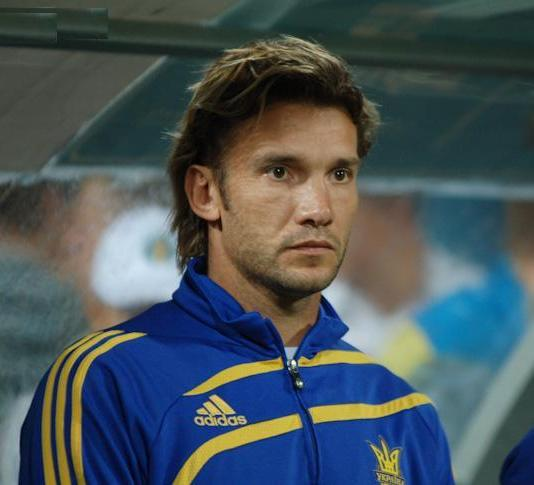
Andriy Shevchenko maior artilheiro da história da Seleção Ucraniana de futebol.

| Pos | Equipe         | Pts | J | V | E | D | GP | GC | SG | Classificado      |
| --- | -------------- | --- | - | - | - | - | -- | -- | -- | ----------------- |
| 1   | Espanha        | 9   | 3 | 3 | 0 | 0 | 8  | 1  | +7 | Fase eliminatória |
| 2   | Ucrânia        | 6   | 3 | 2 | 0 | 1 | 5  | 4  | +1 | Fase eliminatória |
| 3   | Tunísia        | 1   | 3 | 0 | 1 | 2 | 3  | 6  | −3 | Eliminado         |
| 4   | Arábia Saudita | 1   | 3 | 0 | 1 | 2 | 2  | 7  | −5 | Eliminado         |

## Desempenho no Campeonato Europeu de Futebol (Eurocopa)
- 1960 a 1988 - Não disputou as Eliminatórias. Era parte da União Soviética
- 1992 - Não disputou as Eliminatórias. Era parte da União Soviética, que desintegrou-se. No torneio, esteve representada pela Seleção da CEI
- 1996 - Não se classificou
- 2000 - Não se classificou
- 2004 - Não se classificou
- 2008 - Não se classificou
- 2012 - Primeira fase
- 2016 - Primeira fase
- 2020 - Quartas de final
- 2024 - Primeira fase

### Eurocopa 2012
Em 2007, a Ucrânia e a Polônia foram escolhidas as sedes da Eurocopa de 2012, sendo assim a Ucrânia fará sua estreia em Eurocopas em casa já que tem vaga assegurada como um dos países sedes.
A primeira participação da equipe foi brilhante, com o maior nome do futebol da ucrânia Andriy Shevchenko, marcando dois gols "de virada". Justamente nessa Eurocopa que o atacante Shevchenko acabou se aposentando do futebol.

## Uniformes
| Período         | Fornecedor |
| --------------- | ---------- |
| 1992-1996       | Umbro      |
| 1997-2002       | Puma       |
| 2002-2008       | Lotto      |
| 2009-2016       | Adidas     |
| 2017-2024       | Joma       |
| 2024-Atualmente | Adidas     |

- Primeiro uniforme: Camisa amarela, calção e meias amarelas.
- Segundo uniforme: Camisa azul, calção e meias azuis.

| Primeiro | Segundo |

### Outros uniformes
- 2021-2024

| Primeiro | Segundo |

- 2020-2021

| Primeiro | Segundo |

- 2018-2020

| Primeiro | Segundo |

- 2017

| Primeiro | Segundo |

- 2016

| Primeiro | Segundo |

- 2014-2015

| Primeiro | Segundo |

- 2012-2013

| Primeiro | Segundo |

- 2010-2011

| Primeiro | Segundo |

- 2009

| Primeiro | Segundo |

- 2008

| Primeiro | Segundo |

- 2006-2007

| Primeiro | Segundo |

- 2005-2006

| Primeiro | Segundo |

- 2004-2005

| Primeiro | Segundo |

- 2002-2003

| Primeiro | Segundo |

- 2000-2001

| Primeiro | Segundo |

- 1998-1999

| Primeiro | Segundo |

- 1992-1994

| Primeiro | Segundo |